# IEEE
IEEE（アイ・トリプル・イー、Institute of Electrical and Electronics Engineers）は、アメリカ合衆国に本部を置く電気・情報工学分野の学術研究団体（学会）、技術標準化機関である。日本語では米国電気電子学会、米国電気電子技術者協会とも。
会員の分布、活動は全世界的規模に及び、この種の専門職団体として世界最大規模である。

## 概要
ニューヨークに本部、ニュージャージー州ピスカタウェイに事務局を置く。1963年にアメリカ電気学会(AIEE)と無線学会(IRE)の合併により発足した。
対象とする分野は、電気工学を源流とする通信・電子・情報工学とその関連分野に及ぶ。学会の目的は、電気および電子工学、電気通信、情報工学ならびに関連分野の教育的・技術的進歩である。専門分野ごとに計39の分科会を持ち、それぞれに会誌（科学学術雑誌）を発行している。
2018年時点で、世界最大の学術研究団体であり、世界160か国以上に423,000人以上の会員がいる。
法律上のビジネス文書を除いて、単にIEEEと表記し、「アイ・トリプル・イー」と呼ばれることが多い。IEEEの公式な日本語名称は無いが、1999年6月に設立された日本カウンシルにおいて、IEEEと表記するという決定がなされた。他の学会と区別する必要があるときは、アメリカに本部があることを付記することが推奨されている。日本の報道では「米国電気電子学会」と記述されることが多いようである。

## 出版物
IEEEは、電気・電子工学および情報工学の分野で世界の30%以上の文献を発行し、100以上の査読付き論文誌を出版し、1800以上の会議やイベントを後援している。
これらの論文誌に掲載されているコンテンツや、IEEEが後援する年次会議のコンテンツは、IEEEオンラインデジタルライブラリーおよび研究データベースであるIEEE Xploreで利用でき、購読ベースのアクセスや、個々に出版物を購入することができる。
雑誌や会議録のほか、IEEEは標準化委員会が作成したチュートリアルや標準も発行している。

## 教育活動
IEEEは、基礎科学、研究、技術についての学習の機会を提供する。
IEEEは、IEEE e Learning Library、Education Partners Program、Standards in Education、Continuing Education Units (CEUs).などの教育機会を提供している。
IEEE eLearning Libraryは、自習型学習のために設計されたオンライン教育コースのコレクションである。IEEE会員専用のEducation Partnersは、オンライン学位のプログラム、認定資格、コースを10%割引で提供している。Standards in EducationのWebサイトでは、標準とは何かや、それを開発して使用することの重要性について説明している。このサイトには、標準の歴史、基本的な用語、それらの応用と製品への影響を紹介するチュートリアルモジュールとケース図、標準に関するニュース、書評、標準に関する情報を含む他のサイトへのリンクが含まれている。現在、アメリカ合衆国の29州は、PE(Professional Engineering)の資格を維持するためにProfessional Development Hours(PDH)の受講を要求しており、技術者が継続教育プログラムに参加するためにContinuous Education Unit（CEU）を探すよう奨励している。
CEUは容易にProfessional Development Hours(PDH)に変換でき、1 CEUは10 PDHに相当する。南アフリカなど、米国以外の国でも同様にcontinuing professional development(CPD)クレジットが必要である。また、IEEE Expert Nowコースは南アフリカのCPDリストにも含まれる予定である。
IEEEはまた、若者が工学を理解しやすくするためのWebサイトや、工学のキャリアを自分の将来の一部にする方法を後援している。8歳から18歳までの学生、保護者、教師は、このサイトで工学者になるための準備、工学に関する専門家に対する質問、カリキュラムのリンクの閲覧、授業計画の見直しを行うことができる。このウェブサイトでは、学生はカナダと米国で認定された工学学位プログラムを検索することもできる。
IEEEは、学生活動委員会を通じて学生活動と他のIEEE団体との間のパートナーシップを促進する。

## IEEEによる標準化
IEEEは標準化活動（規格の制定）を行っている。標準化に関する活動は、内部組織のIEEE Standards Association(IEEE-SA)が行っている。この学会が定めた規格の名称は"IEEE"で始まる。
LAN(Local Area Network)に関するIEEE802シリーズは広く普及しており、著名である。

## 会員資格
IEEE会員のほとんどは電気・電子・情報工学の研究者であるが、学会が幅広い分野を対象としていることからそれ以外の分野（機械工学、土木工学、物理学、数学、生物学など）の学生・研究者の会員も存在する。
個人は、student member（学生会員）、professional member（普通会員）、associate member（準会員）のいずれかの会員資格でIEEEに加盟できる。会員資格を得るには、特定の学術的または職業的基準を満たし、学会の倫理規定および細則に従わなければならない。IEEEのメンバーシップと所属にはいくつかの種類とグレードがある。上級会員以下の会員資格は自己申請によるが、審査がある。 本説明でいうところの大学・大学院の課程、職業経験にはIEEEに指定・認定されたものを指す。
| 会員資格                        | 会員資格     | 記号 | 概要 |
| ------------------------------- | ------------ | ---- | --- |
| Student Member                  | 学生会員     | S    | 大学学部の学生の会員資格。IEEEの指定する学科目を通常の学業の50%以上の割合で履修している必要がある。会費等が割引になる。 |
| Graduate Student Member         | 大学院生会員 | GS   | 大学院の学生の会員資格。IEEEの指定する学科目を通常の学業の50%以上の割合で履修している必要がある。学生会員よりも高い特権を持つ。 |
| Associate Member                | 準会員       | A    | 普通会員の条件を満たさないがIEEEの分野に関心を持つ者の会員資格。 |
| Member                          | 普通会員     | M    | IEEEが指定する教育課程を終了してIEEEが指定する分野の学士号（または相当の資格）を取得しているか、IEEEが指定する分野の職業に6年以上従事している者。 |
| Senior Member                   | 上級会員     | SM   | 一定の要件を満たすと、普通会員は上級会員への変更を申請することができる。これは、申請により得ることができる最高レベルの会員資格である。上級会員の申請者は、上級会員・フェロー・名誉会員から3通以上の推薦状を持ち、10年以上専門的業務に従事し、そのうち5年以上にわたり重要な業績を挙げることが条件となる。 |
| Fellow Member                   | フェロー     | F    | 合計5年以上の会員歴を持つ上級会員で、IEEEが指定する分野で著しい業績を上げた者の会員資格。最高レベルの会員資格である。自薦はできず、他薦により推挙され、IEEE理事会による審査の上で授与される。各年の授与数は正会員数の0.1%以内と定められている。                                                          |
| Life Member・Life Senior Member | 生涯会員     | LM   | 65歳以上で、年齢とIEEE会員在籍年数の合計が100年以上の会員は、会員資格の先頭に"Life"がつけられる。普通会員は"Life Member"、上級会員は"Life Senior Member"、フェローは"Life Fellow"となる。 |
| Honorary Member                 | 名誉会員     | HM   | IEEE会員以外で、 IEEE栄誉賞の受賞者など特別な貢献をした個人は、IEEE理事会の決定により名誉会員となることができる。 |

## 顕彰活動
IEEEは電気電子工学に関する賞を主催し、授与する活動を行っている。
- IEEEマイルストーン
- IEEEアレクサンダー・グラハム・ベル・メダル
- IEEEエジソンメダル
- IEEEジュンイチ・ニシザワ・メダル、工学者の西澤潤一の名を冠している。
- IEEEハミングメダル
- IEEEフォン・ノイマンメダル
- IEEEロバート・ノイス・メダル
- IEEEファウンダーズメダル
- IEEE環境・安全技術メダル
- IEEEジャック・S・キルビー信号処理メダル
- IEEE栄誉賞（メダル）
- IEEEクロード・E・シャノン賞
- IEEEロトフィ・A・ザデー賞
- IEEEアンドルー・グローヴ賞
- IEEE小林宏治コンピュータ&コミュニケーション賞
- IEEE井深大コンシューマー・エレクトロニクス賞
- IEEEインターネット賞
- IEEE ニコラ・テスラ賞
- IEEE J. J. エバース賞

など様々なメダル(medals)や技術部門賞(technical field awards)がある。

## テクニカルソサイエティ
IEEEには39のテクニカルソサイエティ（technical society、技術分科会）があり、それぞれ特定の技術分野について焦点を当てている。各ソサイエティは、専門の出版物、技術会議などの各種サービスを提供する。
- IEEE Aerospace and Electronic Systems Society（英語版）
- IEEE Antennas & Propagation Society（英語版）
- IEEE Broadcast Technology Society（英語版）
- IEEE Circuits and Systems Society（英語版）
- IEEE Communications Society（英語版）
- IEEE Components, Packaging & Manufacturing Technology Society（英語版）
- IEEE Computational Intelligence Society（英語版）
- IEEE Computer Society
- IEEE Consumer Electronics Society（英語版）
- IEEE Control Systems Society（英語版）
- IEEE Dielectrics & Electrical Insulation Society（英語版）
- IEEE Education Society（英語版）
- IEEE Electromagnetic Compatibility Society（英語版）
- IEEE Electron Devices Society（英語版）
- IEEE Engineering in Medicine and Biology Society（英語版）
- IEEE Geoscience and Remote Sensing Society（英語版）
- IEEE Industrial Electronics Society（英語版）
- IEEE Industry Applications Society（英語版）
- IEEE Information Theory Society（英語版）
- IEEE Instrumentation & Measurement Society（英語版）
- IEEE Intelligent Transportation Systems Society（英語版）
- IEEE Magnetics Society（英語版）
- IEEE Microwave Theory and Techniques Society（英語版）
- IEEE Nuclear and Plasma Sciences Society（英語版）
- IEEE Oceanic Engineering Society（英語版）
- IEEE Photonics Society（英語版）
- IEEE Power Electronics Society（英語版）
- IEEE Power & Energy Society（英語版）
- IEEE Product Safety Engineering Society（英語版）
- IEEE Professional Communication Society（英語版）
- IEEE Reliability Society（英語版）
- IEEE Robotics and Automation Society（英語版）
- IEEE Signal Processing Society（英語版）
- IEEE Society on Social Implications of Technology（英語版）
- IEEE Solid-State Circuits Society（英語版）
- IEEE Systems, Man & Cybernetics Society（英語版）
- IEEE Ultrasonics, Ferroelectrics & Frequency Control Society（英語版）
- IEEE Technology and Engineering Management Society（英語版）
- IEEE Vehicular Technology Society（英語版）

## テクニカルカウンシル
IEEEのテクニカルカウンシル（technical council、技術評議会）は、より広い知識分野に関する複数のソサイエティによるコラボレーションである。現在、7つのテクニカルカウンシルがある。
- IEEE Biometrics Council（英語版）
- IEEE Council on Electronic Design Automation（英語版）
- IEEE Nanotechnology Council（英語版）
- IEEE Sensors Council（英語版）
- IEEE Council on Superconductivity（英語版）
- IEEE Systems Council（英語版）
- IEEE Council on RFID (CRFID)[26]

## テクニカルコミティ
新しいイノベーションへの迅速な対応を可能にするために、IEEEはソサエティやカウンシルの上にテクニカルコミティ（technical committee、技術委員会）を組織することもできる。現在、20を超えるコミティがある。

## IEEE財団
IEEE財団(The IEEE Foundation)は、1973年に設立された慈善財団であり、技術教育、技術革新、卓越した研究者を支援している。IEEEとは密接な関係があるが、IEEEとは別の組織である。財団の理事会の役員は、IEEEの活発な会員である必要があり、その3分の1は、IEEE理事会の現役員または元役員でなければならない。
当初、IEEE財団の役割は、IEEE顕彰プログラムのための寄付を受け入れて管理することだったが、寄付はその目的に必要な額を超え、対象範囲が広がった。財団はまた、無制限基金の勧誘と管理に加えて、特定の教育・人道・歴史的保存、およびIEEEのピア認定プログラムを支援する対象指定基金も管理している。2014年末現在、同財団の総資産は約4,500万ドルで、無制限基金と対象指定基金に均等に配分されている。